# رودنا (استان سلیزیا سفلی)
رودنا (به لهستانی:  Rudna) یک روستا در لهستان است که در گمینا رودنا واقع شده‌است. رودنا ۱٬۳۰۰ نفر جمعیت دارد.